# Universitas Papua
Universitas Papua (dawniej Universitas Negeri Papua) – indonezyjska uczelnia publiczna w mieście Manokwari (prowincja Papua Zachodnia). Została założona w 2000 roku.

## Wydziały
- Fakultas Ekonomi dan Bisnis
- Fakultas Kedokteran
- Fakultas Keguruan dan Ilmu Pendidikan
- Fakultas Kehutanan
- Fakultas Perikanan dan Ilmu Kelautan
- Fakultas Pertanian
- Fakultas Peternakan
- Fakultas Teknik
- Fakultas Teknik Pertambangan dan Perminyakan
- Fakultas Teknologi Pertanian
- Fakultas Matematika dan Ilmu Pengetahuan Alam
- Fakultas Sastra dan Budaya

Źródło: .